# Carlos Merino
Carlos Merino González (Bilbao, Vizcaya, 15 de marzo de 1980) es un exfutbolista español.

## Trayectoria
Se inició como futbolista en el Colegio Urdaneta de Bilbao para después continuar su formación académica en Texas, con apenas 16 años. Tras disputar un torneo de fútbol en Florida, le llegó la oportunidad de hacer unas pruebas en Inglaterra. Finalmente, tras un año en EE. UU., se incorporó a la cantera del Nottingham Forest después de pasar las pertinentes pruebas.
Se incorporó libre al Athletic Club en el año 2000. Allí sólo pudo jugar ocho partidos hasta su marcha, en enero de 2004.
Su carrera continuó en el CD Numancia, logrando un ascenso a Primera División, y con el que anotó cinco goles en la máxima categoría. Con su siguiente equipo, el Gimnàstic, consiguió su segundo ascenso particular a Primera División.
Después su carrera continuó en diversos equipos como la UD Las Palmas, Albacete, FC Wacker Innsbruck, Panthrakikos y Club Portugalete hasta su retirada en 2016.

## Clubes
| Club                             | País                  | Temporada | Partidos Jugados | Goles |
| -------------------------------- | --------------------- | --------- | ---------------- | ----- |
| Nottingham Forest                | Bandera de Inglaterra | 1997-2000 | 8                | 0     |
| Athletic Club                    | Bandera de España     | 2000-2004 | 8                | 0     |
| Burgos Club de Fútbol            | Bandera de España     | 2001-2002 | 20               | 0     |
| Club Deportivo Numancia de Soria | Bandera de España     | 2003-2005 | 43               | 6     |
| Gimnàstic de Tarragona           | Bandera de España     | 2005-2007 | 55               | 3     |
| UD Las Palmas                    | Bandera de España     | 2007-2008 | 13               | 0     |
| Albacete Balompié                | Bandera de España     | 2008-2010 | 57               | 16    |
| FC Wacker Innsbruck              | Bandera de Austria    | 2011-2013 | 70               | 9     |
| Panthrakikos FC                  | Bandera de Grecia     | 2013-2014 | 2                | 0     |
| Club Portugalete                 | Bandera de España     | 2014-2016 |                  |       |